# V1330 Cygni
V1330 Cygni eller Nova Cygni 1970 var en nova som framträdde 1970 i stjärnbilden Svanen.  Den upptäcktes av F. M. Stienon